# Manchinkop, Shiggaon
Manchinkop là một làng thuộc tehsil Shiggaon, huyện Haveri, bang Karnataka, Ấn Độ.